# Припятский национальный парк
Припятский национальный парк (бел. Прыпяцкi нацыянальны парк) — национальный парк на юге Беларуси, подчинён Управлению делами Президента Республики Беларусь.
Припятский национальный парк расположен на западе Гомельской области в 350 км восточнее Бреста и в 250 км южнее Минска, к югу от трассы Брест — Брянск. В 1969 году сперва был создан Припятский государственный ландшафтно-гидрологический заповедник, в 1996 году преобразованный в национальный парк. Площадь заповедника, а позже национального парка, увеличивалась, сегодня она составляет 188 485 га. Южная часть его представлена особо охраняемой природной территорией площадью 85 841 га. Администрация национального парка находится в агрогородке Лясковичи.

## Национальный парк
Национальный парк расположен в затопляемой пойме бассейна Припяти на территории Житковичского, Лельчицкого и Петриковского районов. Местность характеризуется высокой заболоченностью, в период паводков может заливаться до 70 % территории национального парка. Расположена резиденция Президента Белорусской Народной Республики 
Припятский национальный парк представляет собой густую сеть крупных и мелких притоков реки Припять и многочисленных мелиоративных каналов, которые были созданы в период деятельности Западной экспедиции по осушению болот Полесья в конце XIX века. Территория  парка с севера ограничена правым берегом Припяти, с северо-запада — ее притоком рекой Ствига, а с востока — рекой Уборть.
Фауна парка включает 51 вид млекопитающих, 11 видов земноводных, 7 видов пресмыкающихся, 37 видов рыб, 246 видов птиц. Флора включает более 950 видов сосудистых растений и 196 видов мхов. Более 500 га занимают заросли клюквы. Леса покрывают более 85 % его территории (наиболее распространены сосна, дуб, берёза), около 500 га занимает водная поверхность паводковых озёр. В 1987 году на территорию были переселены зубры.
Юго-восточнее Припятского национального парка расположен Полесский государственный радиационно-экологический заповедник.
В 2013 году Припятский национальный парк вошел в ТОП-15 территорий Беларуси для биоразнообразия по версии общественной организации «Ахова птушак Бацькаўшчыны», как территория, находящаяся под угрозой. Причиной послужили многочисленные нарекания на стиль природопользования руководства нацпарка — в первую очередь развитие весенней охоты и интенсификация рубок.

## Монета «Национальные парки и заповедники Беларуси»
Монеты серии номиналом 20 рублей массой 33,63 г и диаметром 38,61 мм отчеканены из серебра 925 пробы в качестве proof на Польском монетном дворе.
Аверс: герб и название государства, номинал и год выпуска, проба металла (у монеты «Беловежская пуща» не указана), орнамент. Реверс: изображение животного, его название и название ООПТ на белорусском языке. Гурт рубчатый. Дизайн: С. Заскевич. Тираж монеты — 2000 штук.
| 2004 |  | Нац. парк «Припятский». Серый журавль бел. НАЦЫЯНАЛЬНЫ ПАРК "ПРЫПЯЦКІ". ШЭРЫ ЖУРАВЕЛЬ |